# Meda dau doka
God Bless Fiji en español Dios bendiga a Fiyi es el himno nacional de Fiyi. Aprobado en 1972.

## En inglés
Blessing grant oh God of nations on the isles of Fiji
As we stand united under noble banner blue
And we honour and defend the cause of freedom ever
Onward march together
God bless Fiji

ESTRIBILLO:
For Fiji, ever Fiji, let our voices ring with pride
For Fiji, ever Fiji, her name hails far and wide,
A land of freedom, hope and glory, to endure what ever befalls
May God bless Fiji
Forever more!

Blessing grant, oh God of nations, on the isles of Fiji
Shores of golden sand and sunshine, happiness and song
Stand united, we of Fiji, fame and glory ever
Onward march together
God bless Fiji.

## En español
Mostremos orgullo y honremos nuestra nación,

donde viven los justos,

donde la prosperidad y la camaradería perduren.

Abandonemos los hechos inmorales.

Coro

Que viva Fiyi

y avance siempre.

Que nuestros dirigentes sean honorables

y guíen a nuestro pueblo

a grandes cosas,

y pongamos fin a todo lo inmoral.

 Mostremos orgullo y honremos nuestra nación,

donde viven los justos,

donde la prosperidad y la camaradería perduren.

Abandonemos los hechos inmorales.

La carga del cambio descansa en tus hombros, juventud de Fiyi,

Sé la fuerza que limpie nuestra nación.

Ten cuidado y no albergues malicia

Pues debemos abandonar esos sentimientos para siempre.

## Enfiyiano
Meda dau doka ka vinakata na vanua

E ra sa dau tiko kina na savasava

Rawa tu na gauna ni sautu na veilomani

Biu na i tovo tawa savasava pop

CHORUS:

Me bula ga ko Viti

Ka me toro ga ki liu

Me ra turaga vinaka ko ira na i liuliu

Me ra liutaki na tamata

E na veika vinaka

Me oti kina na i tovo ca

Me da dau doka ka vinakata na vanua

E ra sa dau tiko kina na savasava

Rawa tu na gauna ni sautu na veilomani

Me sa biu na i tovo tawa yaga

Bale ga vei kemuni na cauravou e Viti

Ni yavala me savasava na vanua

Ni kakua ni vosota na dukadukali

Ka me da sa qai biuta vakadua
- Datos: Q211130